# Metabo

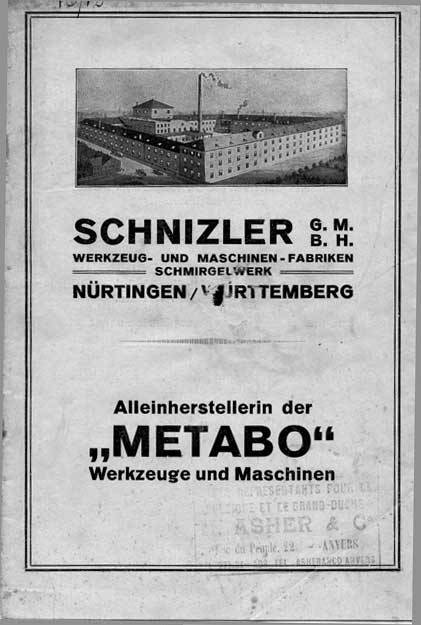
Katalog firmy Metabo z třicátých let 20. století

Firma Metabo je německý výrobce elektrického nářadí pro profesionální použití.
Centrála a zároveň největší výrobní provoz společnosti je ve městě Nürtingen ve spolkové zemi Bádensko-Württembersko.
V roce 2005 zaměstnávalo Metabo celosvětově 2 400 zaměstnanců, z toho 1 460 přímo v Nürtingenu, roční obrat společnosti činil 370 miliónů eur. Metabo vyrábí rozsáhlý sortiment elektrického nářadí je zastoupeno ve více než stovce zemí světa, výrobní závody jsou v 16 zemích pěti kontinentů. Během své historie registrovala firma více než 500 patentů a chráněných vzorů.

## Historie
Společnost založili v roce 1924 Albrecht Schnizler a Julius Closs s cílem vyrábět kvalitnější ruční nářadí, než bylo v té době běžně dostupné. Začali malými vrtačkami na ruční pohon. Prvního typu, označeného Nr. 18 se prodalo více než 50 000 kusů.
Společnost zpočátku nesla název Schnizler GmbH. O tři roky později vstoupil do firmy nadaný obchodník Walter Rauch. Společnost byla orientována na vývoz, zejména do USA a Anglie, kam bylo dodáváno 80 % produkce.
V roce 1929 se firma přejmenovala na Metabowerke GmbH (jméno Metabo je zkratkou Metallbohrdreher, v té době používaného německého označení pro ruční vrtačky). V roce 1934 uvedla firma na trh svou první elektrickou vrtačku. V té době zaměstnávala okolo 150 lidí.
Přes poškození téměř tří čtvrtin výrobních prostor při rozsáhlém požáru 14. listopadu 1945 se firmě v poválečné době dařilo. V padesátých letech vyrábělo Metabo první ruční elektrické brusky (1951) a také vyvinulo a sériově vyrábělo první ruční příklepovou vrtačku na světě (1957). Od roku 1969 byly vyráběny vrtačky s elektronickou regulací otáček.